# Victoriabank
Victoriabank este o bancă comercială din Republica Moldova, fondată la 22 decembrie 1989.

## Istorie
A fost fondată de Victor Țurcan, cu sprijinul Asociației Valeologia și unor fabrici din Chișinău. Din ianuarie 2023, președintele Comitetului de Direcție al Victoriabank este Levon Khanikyan
A lansat primul card bancar și sistem POS în 1997, primul bancomat în 1998, și primul serviciu e‑commerce în 2004. Primul card Visa Platinum/Infinite a fost lansat în 2011, plăți contactless cu telefonul în 2017 și cu smartwatch-ul în 2019, digital onboarding în 2022.
În 2018, a devenit parte a Grupului Financiar Banca Transilvania și a colaborat cu BERD pentru modernizare. În ianuarie 2024 a achiziționat BCR Chișinău. În aprilie 2025 a semnat acord pentru achiziția Microinvest pentru a extinde finanțarea IMM.

## Activitate
Indicatori financiari și operaționali (2024):
- Active totale: 24,6 miliarde MDL
- Profit net individual: 601 milioane MDL
- Profit net consolidat (inclusiv BCR Chișinău): 1,142 miliarde MDL
- Portofoliu de credite: 9,17 miliarde MDL (↑42,5% față de 2023)
- Depozite totale: 17,8 miliarde MDL
  - Din care: persoane fizice +1,46 mld MDL, persoane juridice +644 mil MDL
- Capitaluri proprii: 4,21 miliarde MDL
- Rată de capital (Total Capital Ratio): 39,7%
- ROE: 12,7% | ROA: 2,6%
- Rețea: 62 sucursale și agenții
- ATM-uri: 252
- POS-uri: peste 10 000
- Clienți activi: peste 330 000
- Angajați: aproximativ 1 200
- Digitalizare: peste 77% dintre depozitele la termen deschise online
- Contribuție la bugetul de stat: 311 milioane MDL

### Structura acționariatului
Începând cu 2018, acționarul majoritar al Victoriabank este Grupul Financiar Banca Transilvania (România), în parteneriat cu Banca Europeană pentru Reconstrucție și Dezvoltare (BERD). Structura actuală a acționariatului:
- Banca Transilvania – acționar majoritar
- BERD – acționar instituțional
- Acționari minoritari – persoane fizice și juridice locale

## Recunoaștere și premii
- 2021–2023 – desemnată „Top Employer” în Republica Moldova[necesită citare]
- 2022 – Premiul pentru inovație în banking digital în cadrul FinTech Moldova[necesită citare]
- 2023 – Premiul „Cea mai activă bancă în susținerea IMM-urilor” oferit de BERD[necesită citare]